# San Joaquin megye
San Joaquin megye az Amerikai Egyesült Államokban, azon belül Kalifornia államban található. Lakosainak száma 779 233 fő (2020. április 1.). San Joaquin megye Sacramento, Amador, Calaveras, Stanislaus, Santa Clara, Alameda és Contra Costa megyékkel határos.

## Népesség
A megye népességének változása:
| Lakosok száma | 687 489 | 695 130 | 701 151 | 704 379 | 726 106 | 762 148 | 779 233 |
|               | 2010    | 2011    | 2012    | 2013    | 2015    | 2019    | 2020    |